# Luis González Velázquez
Luis González Velázquez (Madrid, 25 agosto 1715 – Madrid, 24 maggio 1763) è stato un pittore spagnolo.

## Biografia
Luis González Velázquez fu un pittore spagnolo, figlio di Pablo González Velázquez e fratello maggiore dei pittori Alejandro González Velázquez e Antonio González Velázquez.
Studiò pittura presso la Commissione preparatoria per la costituzione della Real Academia de Bellas Artes de San Fernando, dalla quale fu eletto accademico di merito nel 1753 e vicedirettore della pittura un anno dopo.
Tra il 1741 e il 1742 lavorò a La Puebla de Montalbán (Toledo), dove eseguì i dipinti murali dell'eremo di Nuestra Señora de la Soledad, tra cui una serie di eroine bibliche sui pennacchi, in cui si manifesta chiaramente la radice all'italiana del suo stile rococò e tardo-barocco.
Dal 1744 collaborò con Santiago Bonavía alle decorazioni del Real Coliseo del Buen Retiro, allenandosi nella tecnica della quadratura.
Nell'aprile 1758, Corrado Giaquinto dichiarò in un memoriale che Luis González Velázquez aveva lavorato sotto di lui nella decorazione delle Real Salesas.
Lo stesso anno fu nominato pittore da camera reale, anche se il piccolo numero di opere eseguite per il re suggerisce che il titolo avesse un carattere prevalentemente onorario.
Sposato con Luisa Izquierdo e padre di almeno una figlia, morì a Madrid, dove aveva residenza in via Huertas, il 24 maggio 1763.
Luis lavorò quasi sempre assieme al fratello Alejandro,e questo rende difficile l'attribuzione dei grandi affreschi eseguiti per le volte del
Palazzo Nuovo e per le grandi chiese madrilene (chiese dei conventi dell'Incarnazione, del Sacramento e delle Descalzas Reales). Appartengono certamente a Luis le parti di maggiore intonazione scenografica, collegabili alla sua apprezzata attività di scenografo. In tutte queste opere si evidenziò l'influenza del maestro italiano Jacopo Amigoni, da tempo operante a Madrid.

## Opere
- Dipinti murali dell'eremo di Nuestra Señora de la Soledad, La Puebla de Montalbán (Toledo) (1741-1742);
- Decorazioni del Real Coliseo del Buen Retiro (1744);
- Decorazione delle Real Salesas (1758);
- Affreschi per le volte del Palazzo Nuovo;
- Chiesa dei conventi dell'Incarnazione;
- Chiesa del Sacramento;
- Chiesa delle Descalzas Reales.